# William Warren Barbour

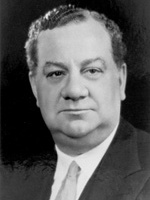
William Warren Barbour

William Warren "The Champ" Barbour, född 31 juli 1888 i Monmouth Beach, New Jersey, död 22 november 1943 i Washington D.C., var en amerikansk republikansk politiker, affärsman och boxare. Han representerade delstaten New Jersey i USA:s senat 1931–1937 och från 1938.
Barbour gick i skola i Browning School i New York och avbröt sedan sina studier vid Princeton University efter en termin. Han var en framgångsrik amatörboxare i sin ungdom. Han vann USA:s mästerskap 1910 och Kanadas mästerskap 1911. Fadern William Barbour, som hade grundat företaget Linen Thread Company, avled 1917. Barbour följde sedan i faderns fotspår som företagsledare.
Senator Dwight Morrow avled 1931 i ämbetet. Barbour blev utnämnd till senaten fram till fyllnadsvalet 1932. Han vann fyllnadsvalet men besegrades av demokraten William H. Smathers i senatsvalet 1936.
Senator A. Harry Moore avgick 1938 för att tillträda som guvernör i New Jersey. John Gerald Milton blev utnämnd till senaten fram till fyllnadsvalet senare samma år. Barbour vann fyllnadsvalet och efterträdde Milton som senator i november 1938. Han omvaldes 1940 till en hel mandatperiod i senaten. Han avled 1943 i ämbetet. Under sina sista veckor i livet engagerade han sig starkt för nazismens judiska offer och förespråkade att USA skulle ta emot ett klart större antal judiska flyktingar än vad som vid den tidpunkten var landets politik.